# قصر مالاكانانغ
قصر مَلاكَنيَنغ (بالفلبينية: Palasyo ng Malakanyang، بالأسبانية: Palacio de Malacañán، بالإنجليزية: Malacañang Palace، نقحرة: مالاكانانغ) هو المقر الرسمي لإقامة رئيس الفلبين، يقع القصر في العاصمة مانيلا. القصر هو عبارة عن مجمع من المباني التي بنيت وفق العمارة الاستعمارية الإسبانية والعمارة الكلاسيكية الجديدة. في ظل الإدارة الحالية للرئيس رودريغو دوتيرتي، يريد الرئيس إعادة تسمية قصر مَلاكَنيَنغ إلى قصر الشعب.
تم بناء الهيكل الأصلي للقصر في عام 1750 من قبل الدون لويس روشا كمقر صيفي على طول نهر باسيغ، تم شراء القصر لاحقًا من قبل الدولة في عام 1825 كمقر صيفي للحاكم الاسباني العام. بعد زلزال 3 يونيو 1863 دُمر قصر ديل غوبيرنادور (قصر الحاكم) الواقع ضمن مدينة مانيلا المسورة، أصبح قصر مَلاكَنيَنغ مقر إقامة الحاكم العام. وبعد أن تم التنازل عن السيادة على الجزر الفلبينية إلى الولايات المتحدة الأمريكية في عام 1898، أصبح القصر مقر إقامة المحافظين الأميركيين، وكان الجنرال ويسلي ميريت أول محافظ أمريكي يسكن القصر.
منذ عام 1863 سكن القصر ثمانية عشر محافظًا إسبانيًا عامًا، وأربعة عشر من الحكام العسكريين الأميركيين والمدنيين، وبعد استقلال الفلبين سكنه رؤساء الفلبين المنتخبين. تم توسيع القصر وتجديده عدة مرات منذ عام 1750، حيث تم توسيع أراضيه لتشمل المناطق المجاورة، وهدمت العديد من المباني وشيدت خلال الفترات الإسبانية والأمريكية. وفي الفترة الأخيرة، تم إعادة تشكيل مجمع القصر بشكل جذري وإعادة بنائه على نطاق واسع خلال فترة الرئيس فرديناند ماركوس. من بين رؤساء الجمهورية الخامسة الحالية، فقط غلوريا ماكاباغال أرويو عاشت بالفعل في القصر الرئيسي، وكل الرؤساء الآخرين كانوا يقيمون في الممتلكات القريبة التي تشكل جزءًا من مجمع القصر الأكبر.